# Sonia Colantonio
Sonia Edith Colantonino (Tres Arroyos, 23 de noviembre de 1956) es una Licenciada en Antropología, recibida en 1981 y Doctora en Ciencias Naturales, de la Facultad de Ciencias Naturales y Museo de la Universidad Nacional de La Plata en 1986. Profesora titular de Antropología en la Facultad de Ciencias Exactas, Físicas y Naturales de la Universidad Nacional de Córdoba, donde cumplió funciones de Secretaria Académica, Secretaria de Investigación y Posgrado y Vicedecana. Investigadora principal de CONICET.  En 2013 fue designada como Vicedecana de la Facultad de Ciencias Exactas, Físicas y Naturales. En 2016 por sus investigaciones en el área de la antropología y arqueología recibió el Premio Konex.

## Trayectoria profesional
Estudió su carrera de grado y de posgrado en la Facultad de Ciencias Naturales y Museo de la Universidad Nacional de La Plata. Primero se recibió de Licenciada en Antropología y posteriormente obtuvo su título de Doctora en Ciencia Naturales.
Ejerció funciones docentes desde el año 1978. A partir de 2005, comenzó su trabajo como Profesora Titular en la Cátedra de Antropología Biológica y Cultural.[cita requerida]
Ha dictado cursos de posgrado en la Universidad Nacional de Córdoba y en la Universidad de Murcia. Además, brindó conferencias en la Universidad Nacional de La Pampa y en el Centro Nacional Patagónico del CONICET (CENPAT).[cita requerida]
Fue Tribunal en Concursos Docentes en Universidades Nacionales de Salta, Jujuy, La Plata, Río Cuarto y Buenos Aires. Dictó cursos de Posgrado y Conferencias en la Universidad Complutense de Madrid y en la Universidad de León (España), en la Universidad de Caldas (Colombia), en el Colegio de México (México, DF) y en la Universidad de La República (Uruguay).
Ha dictado cursos de divulgación científica y de extensión en organismos provinciales, nacionales y extranjeros. Dirigió un proyecto de documental subsidiado por el Gobierno de la Provincia de Córdoba que fue acreedor del 1.er Premio en el Festival de Cine y Video Científico "Cinecien" y promovió los Programas de Extensión entre maestras de escuelas urbano-marginales de Córdoba y el Museo de Paleontología (UEPC-UNC).[cita requerida]
Durante 2006-2007 se desempeñó como Secretaria Académica, y Secretaria de Investigación y Posgrado entre 2007-2010. Fue miembro Titular del Honorable Consejo Directivo en 2013 y desde julio de 2013 asumió como vicedecana de la Facultad de Ciencias Exactas, Físicas y Naturales.

## Premios
- 1.er premio de documental en la categoría “Divulgación” del Festival de Cine y Video Científico "Cinecien". Directora de Proyecto Protri.[9]
- Premio KONEX 2016 en Arqueología y Antropología, Área de Humanidades.[1][10][11]